# RTON Nowa Karczma
RTON Nowa Karczma – Radiowo-Telewizyjny Ośrodek Nadawczy Nowa Karczma z masztem o wysokości 134 metrów, zbudowany w 1995 w miejscu zdemontowanego niższego 70-metrowego masztu. Usytuowany jest około 13. kilometra drogi krajowej nr 30 ze Zgorzelca do Jeleniej Góry w miejscowości Nowa Karczma na wzniesieniu o wysokości 333 m n.p.m.
Obiekt, mimo statusu RTON, emituje stacje radiowe i telewizyjne z mocami średnimi bądź dużymi i pokrywa zasięgiem tereny w promieniu 40-70 km. Należy do spółki Emitel.

## Parametry
- Wysokość zawieszenia systemów antenowych: Radio: 90, TV: 110, 117, 128 m n.p.t.

## Nadawane programy

### Programy cyfrowe[4]
| Nazwa multipleksu | Częstotliwość | Kanał | Moc promieniowana nadajnika | Polaryzacja | Kompresja wizji |
| ----------------- | ------------- | ----- | --------------------------- | ----------- | --------------- |
| MUX 3             | 498 MHz       | 24    | 20 kW                       | pozioma     | MPEG-4 AVC      |

### Programy radiowe
| LP | Program                   | Właściciel                                                              | Częstotliwość | Moc transmisji |
| -- | ------------------------- | ----------------------------------------------------------------------- | ------------- | -------------- |
| 1  | Radio Zet                 | Radio Zet Sp. z o.o.                                                    | 89,40 MHz     | 60 kW          |
| 2  | Polskie Radio Program III | Polskie Radio S.A.                                                      | 91,50 MHz     | 60 kW          |
| 3  | RMF FM                    | Radio Muzyka Fakty Sp. z o.o.                                           | 93,80 MHz     | 60 kW          |
| 4  | Polskie Radio Program I   | Polskie Radio S.A.                                                      | 99 MHz        | 10 kW          |
| 5  | Radio Wrocław             | Polskie Radio – Regionalna Rozgłośnia we Wrocławiu "Radio Wrocław" S.A. | 103,60 MHz    | 60 kW          |

## Programy telewizyjne już nienadawane
Programy telewizji analogowej wyłączone 22 lipca 2013 r.
| LP | Program   | Właściciel                  | Częstotliwość | Kanał | Moc ERP nadajnika | Uwagi |
| -- | --------- | --------------------------- | ------------- | ----- | ----------------- | ----- |
| 1  | TVP2      | Telewizja Polska S.A.       | 215,25 MHz    | 11    | 1 kW              |       |
| 2  | Polsat    | Telewizja Polsat S.A.       | 735,25 MHz    | 54    | 100 kW            |       |
| 3  | TV Łużyce | Telewizja Łużyce Sp. z o.o. | 711,25 MHz    | 51    | 2kW               | [ 6 ] |

| Skład multipleksu                                                  | Częstotliwość | Kanał | Moc promieniowania nadajnika | Polaryzacja | Kompresja wizji |
| ------------------------------------------------------------------ | ------------- | ----- | ---------------------------- | ----------- | --------------- |
| MUX L1 - TV Łużyce - 4fun.tv - 4fun Hits - Stars.TV - Vox Music TV | 610 MHz       | 38    | 10 kW                        | pozioma     | MPEG-4 AVC      |